# Inventaire forestier national (France)
Pour les articles homonymes, voir Inventaire forestier national et IFN.
L’Inventaire forestier national (IFN) était un établissement public national français créé en 1958 chargé de l’inventaire permanent des ressources forestières nationales. Le 1er janvier 2012, il fusionne avec l'Institut géographique national au sein de l’Institut national de l'information géographique et forestière.

## Historique
En 1958, après la seconde guerre mondiale, l'État crée l'Inventaire forestier national (IFN), pour mieux estimer les ressources et potentialités des forêts françaises, et de terrains pouvant potentiellement être boisés ou reboisés (landes, maquis, garrigues ou autres terrains vacants).
L'IFN a alors la charge de l’inventaire permanent des ressources forestières nationales « indépendamment de toute question de propriété » (article R 521-1 du code forestier), sans pouvoir être utilisé à des fins fiscales. et devant donc rester « anonyme » (L'inventaire ne connait pas les propriétaires, qui sont simplement classés en 3 grandes catégories ; État, autres collectivités publiques dont les forêts sont soumises au régime forestier et les particuliers).
En 1994, l’IFN devient un établissement public à caractère administratif (EPA) sous tutelle du ministère de l'agriculture (chargé des forêts). Sa direction était implantée à Nogent-sur-Vernisson (Loiret), avec cinq antennes ou échelons interrégionaux, localisés à Bordeaux, Caen, Lyon, Montpellier et Nancy, qui effectuaient des relevés sur l’ensemble du territoire métropolitain.
En 2011, dans le cadre de la RGPP, l'IFN est engagé à se rapprocher de l'IGN, après l'abandon de plusieurs options successives (IRSTEA, INRA,  ONF).
Le 1er janvier 2012 la fusion est effective, donnant un nouvel établissement dénommé Institut national de l'information géographique et forestière , ce qui implique aussi une réorganisation organisationnelle et territoriale,.
Depuis 2012, l'établissement IFN n'existe plus, mais la mission d'inventaire forestier est conservée dans le nouvel établissement, ses activités étant distribuées selon un service central opérationnel toujours situé à Nogent-sur-Vernisson, ainsi que deux  départements d'expertise dédiés aux ressources forestières et aux écosystèmes. La création du nouvel établissement IGN disposant par décret d'une mission de recherche a également permis l'émergence d'un troisième pôle d'activité, dédié aux recherches en inventaire forestier, et incarné par le Laboratoire d'Inventaire Forestier (LIF), créé en 2013 par Jean-Christophe Hervé, ancien directeur technique de l'IFN.
En 2017, près de 60 ans après son installation, l'inventaire forestier est reconnu comme une enquête statistique publique par le comité du label du Conseil National de l'Information Statistique (CNIS), selon un modèle original où l'enquête ne procède ni des services statistiques ministériels ni de l'INSEE. Ce processus de certification place ainsi l'inventaire dans le champ volontariste du Code des bonnes pratiques de la statistique européenne. Il est membre du réseau ENFIN (European National Forest Inventory Network). 
|                  |
| À partir de 1958 |

|  |
|  |

|               |
| jusqu'en 2012 |

## Activités
Les opérations d’inventaire étaient effectuées jusqu’en 2004 par département de manière cyclique avec une périodicité d'environ 12 ans, et désynchronisée dans l'espace pour permettre un déploiement constant de l'effort d'inventaire dans le temps sur le territoire national. Depuis novembre 2004, la méthode d’inventaire est devenue systématique annuelle (on parle alors d'inventaire continu), l'inventaire étant effectué sur l’ensemble du territoire tous les ans, avec un effort de sondage ramené au 1/10e de l'effort antérieur opéré sur 10 ans. Néanmoins, les résultats officiels sont établis en moyenne glissante sur 5 ans. Des données statistiques sont collectées par photo-interprétation ponctuelle puis sur le terrain. Le plan de sondage de ce dispositif d'inventaire est un plan aléatoire systématique stratifié à deux phases (photo-interprétation puis terrain) et à deux degrés (grille systématique puis randomisation de la localisation des points de sondage). Ces informations dendrométriques, écologiques et floristiques sont enregistrées dans des bases de données et mises à la disposition du public,. À partir des photographies aériennes, une carte forestière (BD Forêt) détaillée de chaque département est réalisée.
Les principaux résultats de l’inventaire forestier et sa cartographie sur son site Internet. Il y diffuse également ses données brutes pour les dernières campagnes. De nombreux produits numériques ou papier, ainsi que les résultats de quelques études ou travaux présentés dans une publication gratuite trimestrielle de 8 pages, complètent cette mise à disposition de l’information « standard ».
Par ailleurs, il effectue, à la demande d’organismes locaux ou nationaux, des travaux d’inventaire à façon, pour une meilleure caractérisation des ressources forestières locales, ou dédiée aux milieux naturels. Il apporte son concours technique aux études entreprises dans le domaine des inventaires et de la projection des ressources forestières en France ainsi qu’à l’étranger. 
Ces compétences font de l'inventaire forestier un point focal d’information sur les forêts et les ressources forestières. Ainsi, il s’est vu confier par son ministère de tutelle (le ministère de l’Agriculture) le découpage du territoire métropolitain en sylvo-écorégions, la gestion des données « incendies de forêt » et « réseau européen » dans le cadre du règlement européen « Forest Focus » ou encore le suivi de l'occupation des sols en Guyane par télédétection satellitaire.

## Méthodes
La méthode de l'inventaire forestier national est basée sur l’échantillonnage de « placettes » correspondant à des points d'inventaires à caractère temporaire.
Ces derniers sont rattachés aux nœuds d'une grille à maille carrée de 1 km de côté mise en place sur une période de 10 ans.

### Changement de méthode en 2004-2011
À la suite du travail de statisticiens et modélisateurs tels que Jean-Christophe Hervé (nommé en 2004 Directeur du Laboratoire de l'inventaire forestier de l’IGN, sur le campus AgroParisTech de Nancy) et de spécialistes de la biométrie des systèmes ou phénomènes sylvicoles et forestiers, la France métropolitaine se voit appliquer une méthode nouvelle « déjà adoptée par la Suède de manière très pionnière (depuis 1952), la Finlande, et les États-Unis d’Amérique (2000/2001), puis par la Suisse (2009) », qui tend à devenir la référence internationale (y compris des domaines différents tels que la démographie humaine.  
- La principale réforme organisée par cette méthode concerne le plan de sondage, et vise à décrire l'intégralité de la surface forestière française chaque année, là où l'inventaire était antérieurement organisé au niveau du département administratif, avec une périodicité objectif de 10 ans. L'effort d'échantillonnage étant constant chaque année, l'inventaire de la totalité du territoire était nécessairement asynchrone. Ses deux principales faiblesses étaient alors l'impossibilité de fournir une image millésimée de la forêt française, et un défaut de réactivité aux crises forestières (tempêtes) constaté en 1999, et résultant de la périodicité départementales à 10 ans.
- En 2004, l'IFN adopte à cette occasion la définition internationale (FAO) de la forêt et a « homogénéisé les conditions de mise en œuvre de l’inventaire au niveau national » ; Ceci a créé une « rupture de série sur la surface de forêt, et, par voie de conséquence, sur tous les autres résultats produits par l’IFN (volume, surface terrière, etc.) ». Il reste possible d'établir des correspondances entre les résultats obtenus avant et après le changement de méthode d'inventaire et donc d'évaluer l'évolution de la forêt française, que ce soit en surface, en volume, ou autre.
- L'inventaire intègre et généralise le principe de l' « inventaire continu sur échantillon glissant ». En effet, la réforme du plan de sondage n'a été possible qu'en réduisant d'autant l'effort d'échantillonnage par unité spatiale (1/10e de l'effort antérieur chaque année). Cette plus forte incertitude, issue de la plus haute résolution temporelle d'inventaire, est ainsi compensée par la publication d'une moyenne glissante sur 5 ans des statistiques annuelles (mais il s'agit en réalité d'une combinaison d'estimations et non d'échantillons). La coordination spatiale sur 5 ans des échantillons annuels  systématiques soulève cependant la question de leur indépendance. Ce choix d'estimation diffère ainsi de celui opéré par exemple en Suède ou en Finlande (où les estimations restent proposées à intervalles fixes de 5 ans).
- Les estimateurs statistiques ponctuels et de variance ont également été réformés par Jean-Christophe Hervé. Leur démonstration et leur documentation explicite[18] n'est intervenue que bien plus tardivement, en 2020. Ces estimateurs sont ceux de l'échantillonnage aléatoire post-stratifié en deux phases statistiques, et font intervenir un conditionnement à l'échantillon de première phase, issue d'un classement des points de sondage en couverture de végétation (dont la forêt) sur orthophotographie aérienne.
- A l'occasion de cette réforme, « un nouveau découpage de référence du territoire en régions biogéographiques homogènes : sylvoécorégions (SER[19]) et grandes régions écologiques (GREC O) », en remplacement des 309 anciennes « régions forestières » ensuite renommées « petites régions forestières » créées en 1960 jugées trop nombreuses et compliquant l'inventaire[20] est proposé. Ces dernières partitions du territoire ne jouent cependant aucun rôle statistique, et peuvent servir en pratique d'unités de ventilation a posteriori des résultats.
- Enfin, en 2010, et en prolongation de cette réforme, est mis en place le système de "retour sur points de sondage initiaux", systématique à 5 ans, consistant à évaluer par comparaison d'inventaire les flux de bois (croissance, mortalité, prélèvements, la période 2010-2014 n'a cependant concerné que ces derniers), là où ils étaient estimés de façon rétrospective, et parfois incertaine (constat de croissance, de mortalité, et de prélèvements par identification et datation subjective d'arbres morts ou de souches). L'inventaire devient ainsi un inventaire systématique annuel totalement renouvelé à placettes semi-permanentes.

### Objectifs
Ce changement de méthode vise notamment à :
1. Compenser l’« absence de points remesurés, associée à la longueur du temps séparant deux passages dans le même département (qui) a rendu la mesure des évolutions en surface et volume imprécise, voire impossible dans certains cas (boisements nouveaux, en particulier spontanés, par exemple), et cela même au niveau d’un département »[20]
2. compenser le fait que « les résultats aux échelons supra-départementaux (notamment régions administratives, bassins d’approvisionnement des industries, niveau national) étant obtenus par addition d’inventaires départementaux non synchrones, ils ne pouvaient avoir de sens clair et précis que dans la situation d’une forêt en état globalement stationnaire, ou tout au moins dont la dynamique serait restée négligeable sur le temps d’un cycle »[20].
3. trouver une solution aux difficultés de prise en en compte statistique des effets d'aléas tels que la tempête Lothar de 1999 sur l'évaluation du stock de bois sur pied[20].
4. disposer d'un cadre géographique de référence simplifié, mais restant adapté aux guides de choix d'essences forestières (basés sur les stations forestières ; cadre également utile aux documents d’orientation forestière et à l'évaluation et au suivi à moyen et long terme des effets du dérèglement climatique[20].

### Estimation des volumes et de la production
Cette nouvelle méthode (validée par la communauté forestière en 2011) a également été accompagnée d'une réforme des équations volumiques d'arbres (tarifs de cubage) utilisés jusqu'alors pour l'estimation des stocks de bois et de la production forestière. L'analyse a en effet montré que les méthodes antérieures d'estimation du volume des arbres dans les inventaires départementaux, qui supposaient un facteur de forme constant (Volume effectif rapporté au volume d'un cylindre de même circonférence à 1,30m de hauteur et même hauteur) au cours de la vie de l'arbre, avaient surestimé (de 16% pour la période 2001-2009) la production en volume de bois de la forêt française.

Le vrai chiffre étant plutôt 85 millions de m3 par an avec une précision estimée à ( ± 1,2 million de m3), rappelant « la difficulté intrinsèque à mesurer l’accroissement en volume sans placette permanente, et alors que les fluctuations climatiques d’une année sur l’autre peuvent entraîner une variation de cet accroissement du même ordre ».

La production sylvicole peut être ainsi mieux recalculée ou prévue, à condition de tenir également compte de pathologies émergentes (chalarose du Frêne notamment) et de l'évolution du climat en France, dont les effets sur la forêt, complexes, sont encore mal appréciés.
Cette méthode rénovée a bouleversé le fonctionnement interne de l'IFN, demandant un temps d'adaptation pour être partout opérationnelle. Elle a atteint son « régime de croisière » en 2014 selon Jean-Christophe Hervé et ses collègues.

## Matériel
Les inventaires sont effectués à l'aide d'ordinateurs de poche (PDA) et d'appareils de mesure (perches, mètre ruban, vertex, etc.). Des récepteurs GPS sont employés pour la localisation des points d'inventaire.

## Inventaire 2012
La forêt en France métropolitaine couvre 16,3 millions d’hectares en 2012, soit un petit tiers du territoire. Sur les 25 dernières années, la superficie de la forêt française a progressé d’environ 78 000 hectares par an, soit 0,6 % par an.
Le volume de bois sur pied de la forêt française métropolitaine est de 2,5 milliards de mètres cubes. Les feuillus en représentent 64 %. Avec 44 % du volume des feuillus, le chênes (chêne pédonculé, chêne rouvre, chêne pubescent et chêne vert) sont les essences feuillues les plus représentées sur le territoire métropolitain. Les peupleraies couvrent environ 190 000 hectares, soit 1,2 % de l’ensemble de la forêt.
L’épicéa commun et le sapin pectiné représentent à eux deux 42 % du volume des conifères. Viennent ensuite le pin sylvestre, le pin maritime et le sapin de Douglas.